# Tympanogaster tora
Tympanogaster tora är en skalbaggsart som beskrevs av Perkins 2006. Tympanogaster tora ingår i släktet Tympanogaster och familjen vattenbrynsbaggar. Inga underarter finns listade i Catalogue of Life.